# Lugan (Tarn)
Lugan est une commune française située dans le département du Tarn, en région Occitanie. Sur le plan historique et culturel, la commune est dans le Lauragais, l'ancien « Pays de Cocagne », lié à la fois à la culture du pastel et à l’abondance des productions, et de « grenier à blé du Languedoc ».
Exposée à un climat océanique altéré, elle est drainée par le ruisseau de Sézy, le ruisseau de Sézy et par divers autres petits cours d'eau.
Lugan est une commune rurale qui compte 420 habitants en 2022, après avoir connu une forte hausse de la population depuis 1975.  Elle fait partie de l'aire d'attraction de Toulouse. Ses habitants sont appelés les Luganais ou  Luganaises.

## Géographie
Commune située dans l'aire urbaine de Toulouse, limitrophe du département de la Haute-Garonne, à 3 km au sud-est de Saint-Sulpice-la-Pointe.

### Communes Limitrophes
Les communes limitrophes sont  Azas, Garrigues, Lavaur, Saint-Jean-de-Rives, Saint-Lieux-lès-Lavaur et Saint-Sulpice-la-Pointe.
| Saint-Sulpice-la-Pointe |           | Saint-Lieux-lès-Lavaur |
| Azas (Haute-Garonne)    | Lugan     | Saint-Jean-de-Rives    |
|                         | Garrigues | Lavaur                 |

### Hydrographie
La commune est dans le bassin de la Garonne, au sein du bassin hydrographique Adour-Garonne. Elle est drainée par le ruisseau de Sézy, le ruisseau de Sézy, un bras du Prat Vayssière, le ruisseau de Bouteboubal, le ruisseau de Revel et par deux petits cours d'eau, qui constituent un réseau hydrographique de 11 km de longueur totale,.
Le ruisseau de Sézy, d'une longueur totale de 12,8 km, prend sa source dans la commune de Lavaur et s'écoule du sud-est vers le nord-ouest puis vers l'est. Il traverse la commune et se jette dans l'Agout à Giroussens, après avoir traversé 7 communes.

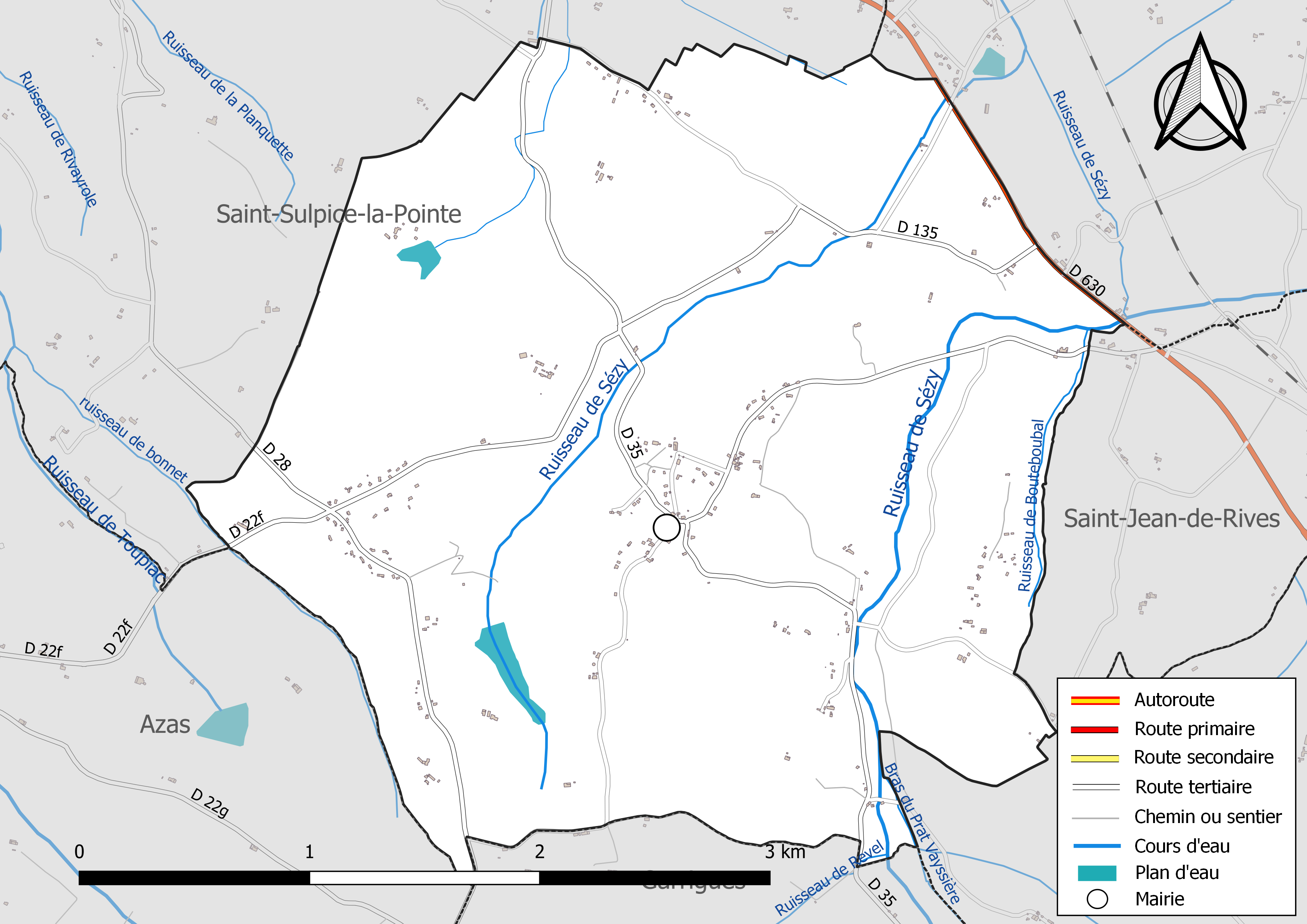
Réseaux hydrographique et routier de Lugan.

Le ruisseau de Sézy, d'une longueur totale de 12,8 km, prend sa source dans la commune de Lavaur et s'écoule du sud-est vers le nord-ouest puis vers l'est. Il traverse la commune et se jette dans l'Agout à Giroussens, après avoir traversé 7 communes.

### Climat
Pour des articles plus généraux, voir Climat de l'Occitanie et Climat du Tarn.
En 2010, le climat de la commune est de type climat du Bassin du Sud-Ouest, selon une étude du Centre national de la recherche scientifique s'appuyant sur une série de données couvrant la période 1971-2000. En 2020, Météo-France publie une typologie des climats de la France métropolitaine dans laquelle la commune est exposée à un climat océanique altéré et est dans la région climatique Aquitaine, Gascogne, caractérisée par une pluviométrie abondante au printemps, modérée en automne, un faible ensoleillement au printemps, un été chaud (19,5 °C), des vents faibles, des brouillards fréquents en automne et en hiver et des orages fréquents en été (15 à 20 jours).
Pour la période 1971-2000, la température annuelle moyenne est de 13,4 °C, avec une amplitude thermique annuelle de 16 °C. Le cumul annuel moyen de précipitations est de 714 mm, avec 9 jours de précipitations en janvier et 5,4 jours en juillet. Pour la période 1991-2020, la température moyenne annuelle observée sur la station météorologique de Météo-France la plus proche, « Lavaur », sur la commune de Lavaur à 9 km à vol d'oiseau, est de 13,6 °C et le cumul annuel moyen de précipitations est de 701,8 mm. 
La température maximale relevée sur cette station est de 42,6 °C, atteinte le 23 août 2023 ; la température minimale est de −18 °C, atteinte le 17 janvier 1987,,.
Les paramètres climatiques de la commune ont été estimés pour le milieu du siècle (2041-2070) selon différents scénarios d'émission de gaz à effet de serre à partir des nouvelles projections climatiques de référence DRIAS-2020. Ils sont consultables sur un site dédié publié par Météo-France en novembre 2022.

### Milieux naturels et biodiversité
Aucun espace naturel présentant un intérêt patrimonial n'est recensé sur la commune dans l'inventaire national du patrimoine naturel,,.

## Urbanisme

### Typologie
Au 1er janvier 2024, Lugan est catégorisée commune rurale à habitat dispersé, selon la nouvelle grille communale de densité à sept niveaux définie par l'Insee en 2022.
Elle est située hors unité urbaine. Par ailleurs la commune fait partie de l'aire d'attraction de Toulouse, dont elle est une commune de la couronne,. Cette aire, qui regroupe 527 communes, est catégorisée dans les aires de 700 000 habitants ou plus (hors Paris),.

### Occupation des sols
L'occupation des sols de la commune, telle qu'elle ressort de la base de données européenne d’occupation biophysique des sols Corine Land Cover (CLC), est marquée par l'importance des territoires agricoles (89,3 % en 2018), en diminution par rapport à 1990 (90,2 %). La répartition détaillée en 2018 est la suivante : 
terres arables (75 %), zones agricoles hétérogènes (14,3 %), forêts (10,7 %). L'évolution de l’occupation des sols de la commune et de ses infrastructures peut être observée sur les différentes représentations cartographiques du territoire : la carte de Cassini (XVIIIe siècle), la carte d'état-major (1820-1866) et les cartes ou photos aériennes de l'IGN pour la période actuelle (1950 à aujourd'hui).

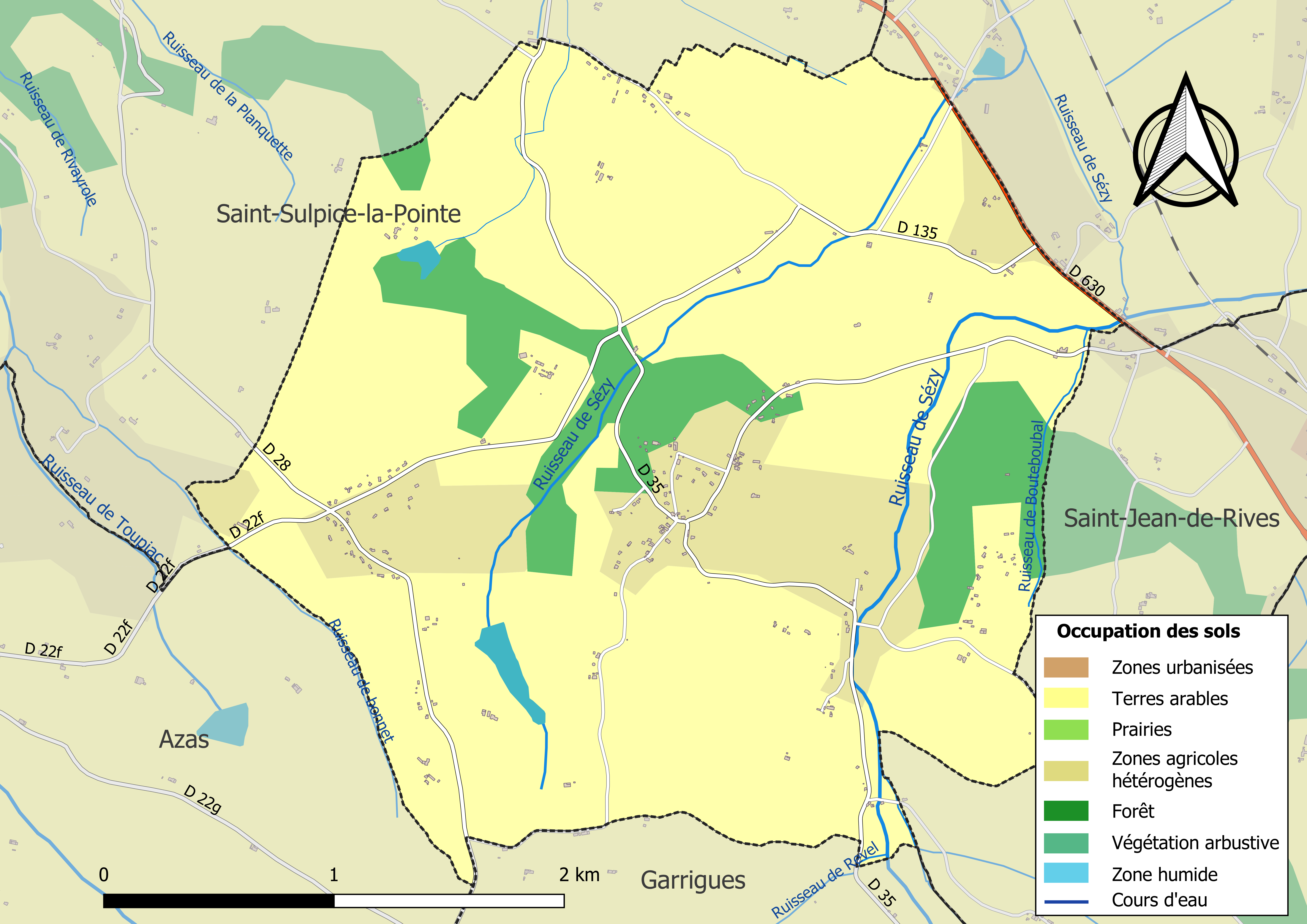
Carte des infrastructures et de l'occupation des sols de la commune en 2018 (CLC).

### Risques majeurs
Le territoire de la commune de Lugan est vulnérable à différents aléas naturels : météorologiques (tempête, orage, neige, grand froid, canicule ou sécheresse), mouvements de terrains et séisme (sismicité très faible). Il est également exposé à un risque technologique,  le transport de matières dangereuses. Un site publié par le BRGM permet d'évaluer simplement et rapidement les risques d'un bien localisé soit par son adresse soit par le numéro de sa parcelle.

#### Risques naturels
Lugan est exposée au risque de feu de forêt. En 2022, il n'existe pas de Plan de Prévention des Risques incendie de forêt (PPRif). Le débroussaillement aux abords des maisons constitue l’une des meilleures protections pour les particuliers contre le feu,.

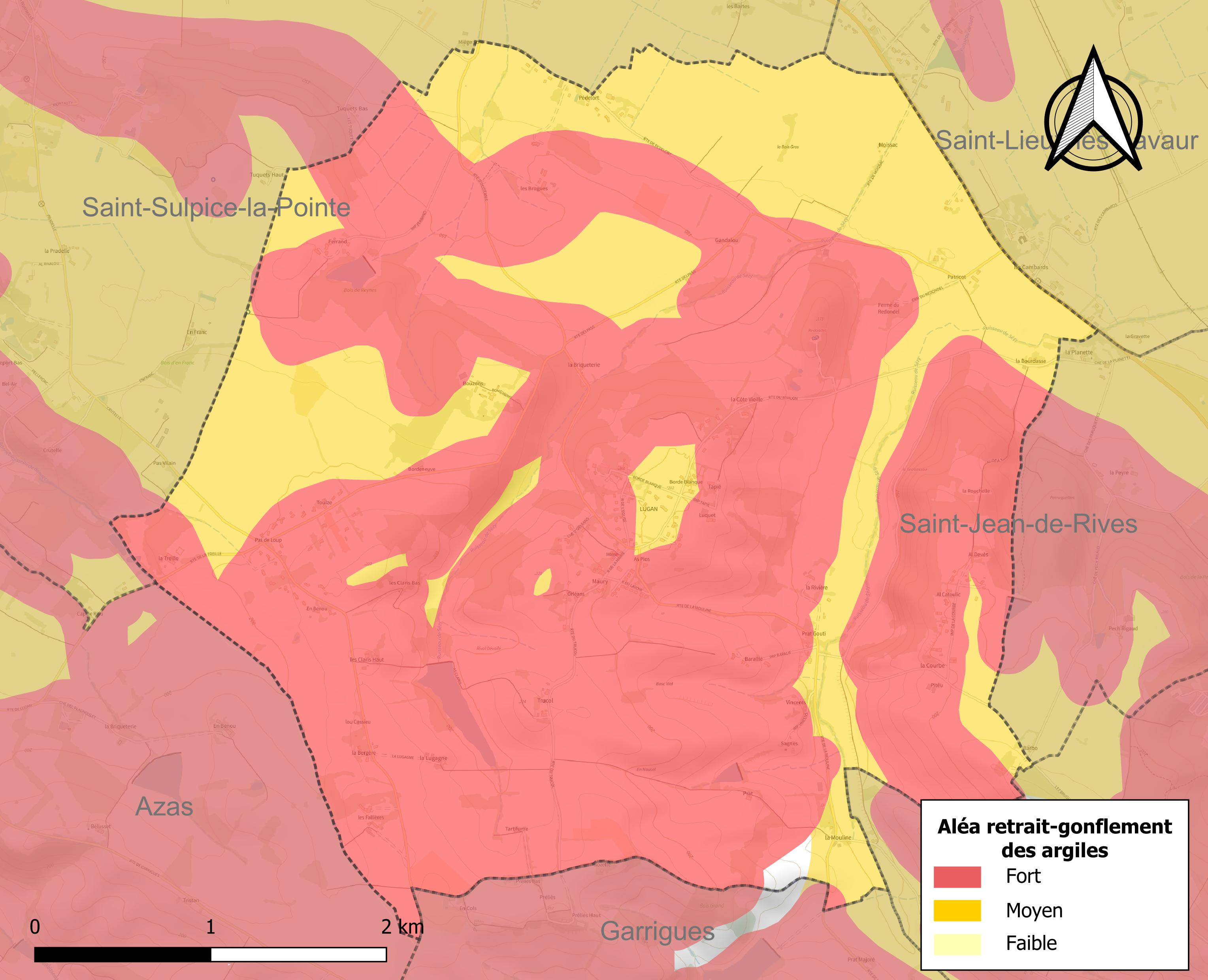
Carte des zones d'aléa retrait-gonflement des sols argileux de Lugan.

La commune est vulnérable au risque de mouvements de terrains constitué principalement du retrait-gonflement des sols argileux. Cet aléa est susceptible d'engendrer des dommages importants aux bâtiments en cas d’alternance de périodes de sécheresse et de pluie. 99,8 % de la superficie communale est en aléa moyen ou fort (76,3 % au niveau départemental et 48,5 % au niveau national). Sur les 166 bâtiments dénombrés sur la commune en 2019, 166 sont en aléa moyen ou fort, soit 100 %, à comparer aux 90 % au niveau départemental et 54 % au niveau national. Une cartographie de l'exposition du territoire national au retrait gonflement des sols argileux est disponible sur le site du BRGM,.
Par ailleurs, afin de mieux appréhender le risque d’affaissement de terrain, l'inventaire national des cavités souterraines permet de localiser celles situées sur la commune.
La commune a été reconnue en état de catastrophe naturelle au titre des dommages causés par les inondations et coulées de boue survenues en 1982 et 1992.

#### Risques technologiques
Le risque de transport de matières dangereuses sur la commune est lié à sa traversée par des infrastructures routières ou ferroviaires importantes ou la présence d'une canalisation de transport d'hydrocarbures. Un accident se produisant sur de telles infrastructures est susceptible d’avoir des effets graves sur les biens, les personnes ou l'environnement, selon la nature du matériau transporté. Des dispositions d’urbanisme peuvent être préconisées en conséquence.

## Politique et administration

### Rattachements administratifs et électoraux
Commune faisant partie de la troisième circonscription du Tarn de la communauté de communes Tarn et Agout et du canton des Portes du Tarn (avant le redécoupage départemental de 2014, Lugan faisait partie de l'ex-canton de Lavaur).

### Liste des maires
| Période                                  | Période | Identité        | Étiquette | Qualité |
| ---------------------------------------- | ------- | --------------- | --------- | ------- |
| mars 2008                                |         | Xavier Cremoux  |           |         |
| mars 2001                                | 2008    | Charles De Pous |           |         |
| Les données manquantes sont à compléter. |         |                 |           |         |

## Population et société

### Démographie
L'évolution du nombre d'habitants est connue à travers les recensements de la population effectués dans la commune depuis 1793. Pour les communes de moins de 10 000 habitants, une enquête de recensement portant sur toute la population est réalisée tous les cinq ans, les populations de référence des années intermédiaires étant quant à elles estimées par interpolation ou extrapolation. Pour la commune, le premier recensement exhaustif entrant dans le cadre du nouveau dispositif a été réalisé en 2007.

En 2022, la commune comptait 420 habitants, en évolution de +2,19 % par rapport à 2016 (Tarn : +2,52 %, France hors Mayotte : +2,11 %).
| 1793 | 1800 | 1806 | 1821 | 1831 | 1836 | 1841 | 1846 | 1851 |
| ---- | ---- | ---- | ---- | ---- | ---- | ---- | ---- | ---- |
| 317  | 310  | 393  | 414  | 477  | 486  | 520  | 521  | 502  |

| 1856 | 1861 | 1866 | 1872 | 1876 | 1881 | 1886 | 1891 | 1896 |
| ---- | ---- | ---- | ---- | ---- | ---- | ---- | ---- | ---- |
| 532  | 520  | 544  | 516  | 480  | 482  | 446  | 423  | 402  |

| 1901 | 1906 | 1911 | 1921 | 1926 | 1931 | 1936 | 1946 | 1954 |
| ---- | ---- | ---- | ---- | ---- | ---- | ---- | ---- | ---- |
| 385  | 369  | 350  | 300  | 287  | 273  | 273  | 245  | 265  |

| 1962 | 1968 | 1975 | 1982 | 1990 | 1999 | 2006 | 2007 | 2012 |
| ---- | ---- | ---- | ---- | ---- | ---- | ---- | ---- | ---- |
| 206  | 194  | 168  | 198  | 234  | 262  | 395  | 414  | 404  |

| 2017 | 2022 | - | - | - | - | - | - | - |
| ---- | ---- | - | - | - | - | - | - | - |
| 421  | 420  | - | - | - | - | - | - | - |

### Enseignement
Lugan fait partie de l'académie de Toulouse.

## Économie

### Revenus
En 2018, la commune compte 155 ménages fiscaux, regroupant 419 personnes. La médiane du revenu disponible par unité de consommation est de 26 530 € (20 400 € dans le département).

### Emploi
|                | 2008  | 2013  | 2018  |
| -------------- | ----- | ----- | ----- |
| Commune        | 3,5 % | 4,2 % | 5,7 % |
| Département    | 8,2 % | 9,9 % | 10 %  |
| France entière | 8,3 % | 10 %  | 10 %  |

En 2018, la population âgée de 15 à 64 ans s'élève à 285 personnes, parmi lesquelles on compte 77,1 % d'actifs (71,4 % ayant un emploi et 5,7 % de chômeurs) et 22,9 % d'inactifs,. Depuis 2008, le taux de chômage communal (au sens du recensement) des 15-64 ans est inférieur à celui de la France et du département.
La commune fait partie de la couronne de l'aire d'attraction de Toulouse, du fait qu'au moins 15 % des actifs travaillent dans le pôle,. Elle compte 40 emplois en 2018, contre 33 en 2013 et 35 en 2008. Le nombre d'actifs ayant un emploi résidant dans la commune est de 209, soit un indicateur de concentration d'emploi de 19,4 % et un taux d'activité parmi les 15 ans ou plus de 65,3 %.
Sur ces 209 actifs de 15 ans ou plus ayant un emploi, 38 travaillent dans la commune, soit 18 % des habitants. Pour se rendre au travail, 86 % des habitants utilisent un véhicule personnel ou de fonction à quatre roues, 7,2 % les transports en commun, 1,5 % s'y rendent en deux-roues, à vélo ou à pied et 5,3 % n'ont pas besoin de transport (travail au domicile).

### Activités hors agriculture
33 établissements sont implantés  à Lugan au 31 décembre 2019. Le tableau ci-dessous en détaille le nombre par secteur d'activité et compare les ratios avec ceux du département,.
| Secteur d'activité                                                                                        | Commune | Commune | Département |
| Secteur d'activité                                                                                        | Nombre  | %       | %           |
| --- | ------- | ------- | ----------- |
| Ensemble                                                                                                  | 33      | 100 %   | (100 %)     |
| Industrie manufacturière, industries extractives et autres                                                | 1       | 3 %     | (13 %)      |
| Construction                                                                                              | 7       | 21,2 %  | (12,5 %)    |
| Commerce de gros et de détail, transports, hébergement et restauration                                    | 3       | 9,1 %   | (26,7 %)    |
| Information et communication                                                                              | 1       | 3 %     | (2,1 %)     |
| Activités financières et d'assurance                                                                      | 1       | 3 %     | (3,3 %)     |
| Activités immobilières                                                                                    | 1       | 3 %     | (4,2 %)     |
| Activités spécialisées, scientifiques et techniques et activités de services administratifs et de soutien | 11      | 33,3 %  | (13,8 %)    |
| Administration publique, enseignement, santé humaine et action sociale                                    | 6       | 18,2 %  | (15,5 %)    |
| Autres activités de services                                                                              | 2       | 6,1 %   | (9 %)       |

Le secteur des activités spécialisées, scientifiques et techniques et des activités de services administratifs et de soutien est prépondérant sur la commune puisqu'il représente 33,3 % du nombre total d'établissements de la commune (11 sur les 33 entreprises implantées  à Lugan), contre 13,8 % au niveau départemental.

### Agriculture
|               | 1988 | 2000 | 2010 | 2020 |
| ------------- | ---- | ---- | ---- | ---- |
| Exploitations | 18   | 13   | 10   | 7    |
| SAU (ha)      | 862  | 820  | 766  | 725  |

La commune est dans le Lauragais tarnais, une petite région agricole située dans le sud-ouest du département du Tarn. En 2020, l'orientation technico-économique de l'agriculture  sur la commune est la culture de céréales et/ou d'oléoprotéagineuses. Sept exploitations agricoles ayant leur siège dans la commune sont dénombrées lors du recensement agricole de 2020 (18 en 1988). La superficie agricole utilisée est de 725 ha,,.

## Culture locale et patrimoine

### Lieux et monuments
- Église Saint-Blaise de Lugan.
- Chapelle de Bouzons.

### Héraldique
| Lugan | Son blasonnement est : D'azur au chevron brisé d'or, accompagné en chef de deux étoiles du même et en pointe d'un croissant d'argent. |

## Pour approfondir